# Place Albert-Cohen
La place Albert-Cohen est une voie située dans le quartier de Javel dans le 15e arrondissement de Paris.

## Situation et accès
La place Albert-Cohen est desservie par la ligne C du RER à la gare du Pont du Garigliano.

## Origine du nom
Cette place porte le nom de l'écrivain et diplomate suisse Albert Cohen (1895-1981).

## Historique
La voie est ouverte dans les années 1980 sous le nom de « voie BE/15 », lors de la restructuration de la ZAC Citroën-Cevennes. Elle prend en 1994 son nom actuel. 

## Bâtiments remarquables et lieux de mémoire
- La place donne l'accès principal à l'hôpital européen Georges-Pompidou.